# ضرر لا رجعة فيه
ضرر لا رجعة فيه: جنون المتحولين جنسيًا يغوي بناتنا هو كتاب صدر عام 2020 من تأليف أبيجيل شراير نشرته شركة ريجنيري بوبايشينغ. يؤيد الكتاب المفهوم المثير للجدل لاضطراب الهوية الجنسية سريع الظهور (ROGD). لا تعترف أي مؤسسة مهنية كبرى بـ ROGD كتشخيص طبي ولا تدعمه أدلة علمية موثوقة.
صرحت شراير أنه كان هناك "ارتفاع مفاجئ وشديد في هوية المتحولين جنسيًا بين الفتيات المراهقات" في العقد الأول من القرن الحادي والعشرين، في إشارة إلى المراهقات اللاتي حُدّد جنسهن بأناث عند الولادة. وتعزو ذلك إلى العدوى الاجتماعية بين "الفتيات اللاتي يعانين من القلق الشديد والاكتئاب (ومعظمهن من البيض) اللاتي وقعن في العقود السابقة فريسة لفقدان الشهية والشره المرضي أو اضطراب تعدد الشخصيات". تنتقد شراير أيضًا الدعم النفسي الذي يؤكد النوع الاجتماعي، والعلاج بالهرمونات البديلة وجراحة تغيير الجنس (التي يشار إليها معًا غالبًا باسم رعاية تأكيد الجنس) كعلاج لاضطراب الهوية الجنسية لدى الشباب.
كانت ردود الفعل على الكتاب مُختلفة. أيدت المراجعات الإيجابية في الغالب أطروحة شراير، في حين ركزت الكثير من الانتقادات على استخدام الكتاب للحكايات والقضايا الأخرى مع الأدلة. كانت هناك العديد من المقاطعات التي استهدفت الكتاب والتي وصفته بأنه مناهض للمتحولين جنسيًا واستخدامه لكلمة "هي" للإشارة إلى المراهقين الذين يُعرفون بأنهم متحولين ذكوريًا وغير ثنائيين على أنهم مخطئون.

## الملخص
تذكر شراير أنها بدأت في التحقيق في خلل الهوية الجنسية عند المراهقين بعد أن اتصلت بها والدة شاب بالغ ليس له تاريخ واضح لاضطراب الهوية الجنسية في مرحلة الطفولة، والذي أُكد على أنه متحول جنسيًا في المدرسة.  تصف ما تعتبره صعوبات تواجه المراهقين الذين عُرّفوا إناثا عند الولادة، والذين تشير إليهم باسم "الفتيات": العزلة، الديناميكيات الاجتماعية عبر الإنترنت، تصنيفات الجنسانية والجنسية المقيدة، التغيرات الجسدية غير المرحب بها والاهتمام الجنسي. وإنها تقدم لمحة عن العديد من المراهقين الذين شككوا في هوياتهم الجنسية أو خرجوا كمتحولين جنسياً أثناء معاناتهم من مُشكلات الصحة العقلية أو الشخصية.  تناقش مقالة ليزا ليتمان الصحفية لعام 2018 حول اضطراب الهوية الجنسية السريع والجدل الذي تلا ذلك، وتؤيد النتائج التي توصلت إليها ليتمان.  وذكرت أن المؤثرين المتحولين عبر الإنترنت، على مواقع الويب مثل تويتر وتمبلر وتيك توك، كثيرًا ما يشجّعون استجواب الشباب على التعرِف بأنهم متحولون جنسيًا، وتجربة ربط الثدي والتستوستيرون، والتبرؤ من أفراد الأسرة غير الداعمين أو الكذب عليهم.
تنتقد شراير المناهج والسياسات المُتعلقة بالمتحولين جنسيًا في المدارس.  وتذكر مثالاُ الآباء الذين يشعرون بالأسى من هوية أطفالهم المتحولين جنسيًا أو انتقالهم. إنها تنتقد نموذج الرعاية الذي يؤكد النوع الاجتماعي  وتذكر منتقدي هذا النموذج: كينيث زوكر وراي بلانشارد وجي. مايكل بيلي وليزا مارشيانو وبول آر ماكهيو. تُناقش شراير نشاط المتحولين جنسيًا والخلافات ذات الصلة، بما في ذلك مخاوف الخصوصية الخاصة بالجنس؛ العبور مقارنةً بالرؤية العابرة؛ دور المشاهير في زيادة قبول المتحولين جنسياً؛ الصراع بين المتحولين جنسيًا والمثليات أو النسويات المتطرفات؛ الرياضيون المتحولون من الذكور إلى الإناث الذين يتنافسون في الألعاب الرياضية للفتيات والسيدات؛ استخدام اللغة الشاملة للمتحولين جنسيا؛ التقاطعية؛ وسياسات الهوية.  تجادل بأن التدخلات الطبية مثل حاصرات البلوغ والهرمونات الجنسية والعمليات الجراحية تنطوي على مخاطر. على سبيل المثال، تصف شخصًا متحولًا جنسيًا أصبح معاقًا بعد عملية جراحية فاشلة. كما أنها تُقدم لمحة عن الشابات المتحولات. 

## الخلفية وتاريخ النشر

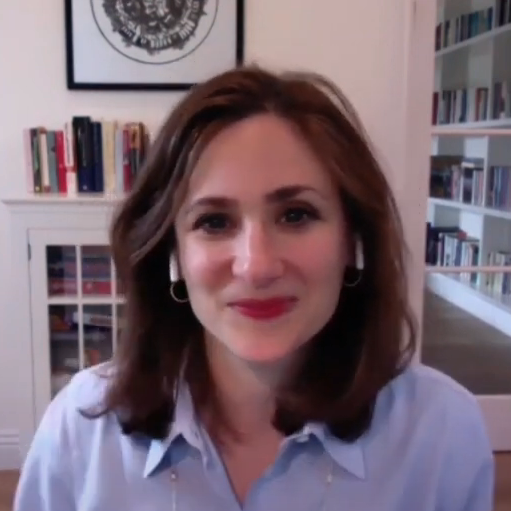
شرايرفي مقابلة في عام 2020

التحقت شراير بجامعة كولومبيا وجامعة أكسفورد وحصلت على درجة الدكتوراه في القانون من كلية الحقوق بجامعة ييل.
اقتُرح المفهوم المثير للجدل لاضطراب الجنسي السريع الظهور (ROGD)، والذي يؤيده برنامج الضرر الذي لا رجعة فيه، لأول مرة في ورقة بحثية نشرتها ليزا ليتمان عام 2018. لا يُعترف بـ ROGD كتشخيص طبي من قبل أي مؤسسة مهنية كبرى ولا تدعمه أي أدلة علمية موثوقة.
نُشر كتاب "ضرر لا رجعة فيه" لأول مرة في يونيو 2020 بواسطة ريجنيري للنشر، وهي دار نشر مُحافظة. صدر الكتاب الصوتي بصوت باميلا ألماند بواسطة بلاكستون أوديو.  في المملكة المتحدة، نُشر الكتاب بواسطة سويفت برس، مع العنوان الفرعي "الفتيات المراهقات وجنون المتحولين جنسيا". في مقابلة أجريت في يوليو 2020 في تجربة جو روغان وصفت شراير الرغبة في التحول بأنها "عدوى" وقارنتها باضطرابات الأكل وإيذاء النفس. لقد ربطت بين الشباب المتحولين جنسيًا والتوحد. أثارت تصريحاتها دعوات من موظفي سبوتيفاي لإزالة حلقة بودكاست روغان من المنصة، لكن الشركة رفضت الطلب.
تشيس روس صانع محتوى على يوتيوب متحول جنسيًا أجرت شراير مقابلة معه من أجل كتابها ضرر لا رجعة فيه، اعتذر في عام 2021 عن مشاركته في الكتاب، مدعيًا أنه تم تضليله بشأن محتويات الكتاب ونية المؤلفة.

## التسويق والتوزيع
في يونيو 2020، علقت أمازون حملة إعلانية مدفوعة للكتاب قبل أسبوع واحد من نشره. ذكرت أمازون أن السبب في ذلك هو أن الكتاب "يستنتج أو يدعي أنه يشخص التوجه الجنسي أو يعالجه أو يشكك فيه". في أبريل 2021، قدم الموظفون التماسًا إلى أمازون لوقف بيع الكتاب؛ ورد مسؤول في الشركة بأن الكتاب لا ينتهك سياسات محتوى أمازون وأن الشركة ستستمر في تقديمه. في مارس 2022، وزعت مجموعة تُدعى لا كراهية في أمازون عريضة تطالب أمازون بالتوقف عن بيع كتاب ضرر لا رجعة فيه وكتاب جوني الفظ وطالبت أمازون بإنشاء مجلس رقابة يسمح للموظفين بتحديد المحتوى الذي يمكن بيعه على أمازون بشكل ديمقراطي. ووقع ما لا يقل عن 500 شخص على العريضة التي قُدمت إلى إدارة أمازون في صيف عام 2021. ترك بعض الموظفين العمل لدى أمازون بسبب رفض الشركة التوقف عن بيع كتابي ضرر لا رجعة فيه وجوني الفظ.
في نوفمبر 2020، توقفت شركة تارجت عن بيع الكتاب لفترة وجيزة بعد الانتقادات عبر الإنترنت، لكنها جعلته متاحًا للشراء مرة أخرى في اليوم التالي. أعرب العديد من المعلقين من مجتمع الميم عن دعمهم لإزالة الكتاب. كتبت آنا فالنس، كاتبة العمود في صحيفة ديلي دوت أنه يحتوي على رهاب واضح للمتحولين جنسيًا وشجع على علاج التحويل. في مجلة ذام، ذكر الكاتب جيمس فاكتورا أن كل ادعاء تقريبًا في وصف الناشر للكتاب كان "كذبة صارخة"، في أخبار مدينة المثليين، انتقد الصحفي مات تريسي شراير وقال أنها قدمت مواضيع مضللة. صرحت شراير، "أشير إلى المراهقات من الناحية البيولوجيةاللاتي وقعن في جنون المتحولين جنسيًا بـ "هي" و"لها"، إذ كتبت تريسي "هو "اختيار المؤلفة الذي لا يحترم الهوية الجنسية للمراهقين المتحولين جنسيًا ويفترض خطأً أن جميع الأولاد المتحولين جنسيًا أو الأفراد غير الثنائيين المعينين كأنثى عند الولادة لديهم نفس التركيب البيولوجي". في فبراير 2021، سحبت شركة تارجت الكتاب من البيع مرة أخرى.
في أبريل 2021، أطلقت عريضة لمطالبة نظام مكتبة هاليفاكس العامة بإزالة نسختين من الكتاب من التداول. رفضت المكتبة بحجة الحرية الفكرية وذكرت أن الإزالة ستشكل رقابة. بعد ذلك، أعلنت هاليفاكس برايد أنها لن تعقد فعاليات في أي من مواقع مكتبات هاليفاكس.
في يوليو 2021، أصدرت جمعية بائعي الكتب الأمريكية، وهي جمعية تجارية غير ربحية تروج للمكتبات المستقلة، اعتذارًا عن إدراج الكتاب في بريدها الشهري، واصفة قرارها ذلك بأنه "حادث خطير وعنيف" ووصفت الكتاب بأنه "مناهض للمتحولين جنسيًا". أثار هذا المزيد من الجدل، حيث جادل البعض بأن الجمعية تحاول الآن فرض رقابة على الكتاب وقال آخرون إن الاعتذار لم يكن كافيًا.
كتب تشيس سترانجيو محامي اتحاد الحريات المدنية الأمريكي (ACLU) على تويتر، قائلاً: "إن إيقاف تداول هذا الكتاب وهذه الأفكار هو 100% تلة سأموت عليها". قام سترانجيو في وقت لاحق بحذف التغريدة، قائلا إنه لم يكن يدعو إلى فرض حظر حكومي ولكن "لخلق مناخ معلومات للسوق ليكون أكثر دعما لحق تقرير المصير للمتحولين جنسيًا".
تُرجم الكتاب إلى لغات متعددة وأصدرت نسخ بلغات أجنبية في بلدان أخرى مثل إسبانيا  وفرنسا والمجر  وإسرائيل حيث أثار خطاب شراير المتظاهرين.
أدت ردود الفعل العنيفة ضد الكتاب إلى وقف نشره في اليابان.

## الاستقبال
اختلفت الردود على الكتاب. شملت المراجعات الإيجابية للكتاب مراجعة نيك كاتر في مجلة ذي إيكومونيست وراجعته إميلي هوريكان في الأيرلندية المستقلة ومادلين كيرنز في مجلة ناشونال ريفيو، وكريستينا باترسون في جريدة الصاندي تايمز، ونعومي شيفر رايلي في مجلة كومينتاري، وجانيس تورنر في صحيفة ذا تايمز أوف لندن. وقد تلق الكتاب آراء متباينة من عالمة اللاهوت تينا بيتي في كتابها "ذا تابلت" وعالم النفس كريستوفر فيرجسون في مدونة علم النفس اليوم. أما المراجعات السلبية للكتاب فشملت مراجعة سارة فونسيكا في مجلة لوس أنجلوس ريفيو أوف بوكس وجاك توربان، زميل في الطب النفسي وباحث في الصحة العقلية للمتحولين جنسيًا في مدونة علم النفس اليوم. تراجعت مدونة الطب المبني على العلم عن المراجعة الإيجابية التي قدمتها الطبيبة هارييت هول ونشرت بعد ذلك سلسلة من المقالات تنتقد الكتاب.
أدرجت مجلة الإيكونوميست كتاب ضرر لا رجعة فيه ضمن كُتبها لعام 2020. وصفت مجلة الإيكونوميست الكتاب بأنه "أحد المعالجات الأولى التي يُمكن الوصول إليها لموضوع أثار الكثير من التغطية" لكنها لاحظت أنه لم يتلق العديد من المراجعات في الصحف الرئيسية. ونسبت الفضل إلى شراير في سرد قصص الأشخاص الذين أجرت مقابلات معهم بعناية كبيرة، لكنها أشارت إلى أنها ربما بالغت في تقدير مدى تلقي المراهقين للتدخلات الطبية. استعرضت مادلين كيرنز الضرر الذي لا رجعة فيه جنبًا إلى جنب مع ديبرا دبليو سوه نهاية الجنس. وذكرت أن كتاب شراير يقدم "سردًا شخصيًا وفضوليًا ومؤثرًا في كثير من الأحيان". كتبت نعومي شيفر رايلي أن شراير كانت على حق في سؤال المراهقين "ما هو المرض أو الحالة النفسية الذين جعلهم يفكرون فجأة في تغيير جنسهم وأنهم متحولين جنسيًا". لقد أيدت انتقادات شراير للرعاية الصحية للمتحولين جنسيًا ونشاط المتحولين جنسيًا عبر الإنترنت. ووصفت جانيس تورنر الكتاب بأنه "شجاع"، مُعلقةً على الجدل الدائر حوله وتؤيد استنتاجاته.
وصفت تينا بيتي الكتاب بأنه "دراسة مزعجة ومثيرة للغضب ومقنعة". وانتقدت استخدام شراير لحكايات الآباء أو المهنيين، دون علم الأشخاص أنفسهم على ما يبدو. وكتبت أنه على الرغم من أن "العديد من ادعاءات شراير قد تكون عرضة للطعن"، فإن الزيادة المبلغ عنها في حالات اضطراب الهوية الجنسية لدى المراهقين "يجب أن تكون سببًا لمزيد من الحذر والقلق مما هو عليه الحال حاليًا". كتب كريستوفر فيرجسون أن شراير لديها "بعض الأفكار الصحيحة" وأنه "لم يكن على استعداد لرفض أطروحتها تماما"، ولكنها فشلت أيضا في "الالتزام بعناية" بالعلم وأن هناك حاجة إلى "جهود علمية عالية الجودة ومسجلة مسبقا ومفتوحة في المنطقة".
أدانت سارة فونسيكا الكتاب بسبب عرضه ومضمونه ومصادره. قارن المؤرخ بن ميلر تصميم الغلاف، "مع تدمير الأعضاء التناسلية للفتاة البيضاء الصغيرة بواسطة ثقب أسود"، بتصميم الملصقات الدعائية النازية. اتهم الطبيب النفسي جاك توربان شريف بالترويج لحرمان الشباب المتحولين جنسيًا من الرعاية الطبية المؤكدة جنسانيًا، وهو ما وصفه بأنه موقف هامشي رفضته العديد من الجمعيات المهنية. كما اتهم شراير بسوء تفسير وحذف الأدلة العلمية لدعم ادعاءات كتابها وانتقدها لتصويرها شبابًا متحولين جنسيًا بناءً على مقابلات مع أولياء الأمور، ولاستخدام "لغة فظة ومهينة".
نشرت الطبيبة المتشككة هارييت هول مراجعة إيجابية للكتاب على موقع مدونة الطب المبني على العلوم في يونيو 2021، مشيرةً إلى أن شراير "تطرح بعض الحقائق المثيرة للقلق التي تحتاج بشدة إلى النظر فيها"، وأن الرعاية التي تتمحور حول تأكيد الجنس "هي خطأ وتقصير في أداء الواجب"، وأن المناخ السياسي الحالي يجعل الدراسة العلمية لهذه الأمور شبه مستحيلة. اتخذ محررا الموقع الآخران، ستيفن نوفيلا وديفيد جورسكي خطوة غير مسبوقة بسحب هذه المراجعة، والتي أعيد نشرها في مجلة سبيكتيك . أوضح نوفيلا وجورسكي لاحقًا التراجع، وخلصا إلى أن ادعاءات هول وشراير "غير مدعومة بأي دليل مع قراءة خاطئة جسيمة للأدلة العلمية"، وتستند إلى "الحكايات والقيم المتطرفة والمناقشات السياسية والعلم المنتقى". في الأسابيع التالية، نشر الموقع سلسلة من المقالات حول الكتاب من تأليف المؤلفين والأطباء الضيوف روز لوفيل وأي جي إيكرت، والتي انتقدت الكتاب أيضًا بسبب الأخطاء العلمية والبيانات المنتقاة والمعلومات الخاطئة.